# Gotō Sumiharu
En aquest nom japonès, el cognom és Gotō.
Gotō Sumiharu (五 岛 纯 玄, - 1595) va ser un dàimio del període Azuchi-Momoyama de la història del Japó.
Sumiharu va ser el fill gran d'Uku Sumitaka i a l'edat de vint anys va prendre el lideratge del clan. Va contraure núpcies amb una filla adoptiva de Matsura Shigenobu. Encara que originalment el seu cognom era Uku tal com el seu pare, va decidir canviar-ho a Gotō posteriorment.
El 1587 es va convertir en vassall de Toyotomi Hideyoshi, per la qual cosa va estar present durant les invasions japoneses a Corea sota el comandament de Konishi Yukinaga. El 1595 va contraure la verola, pel que va haver d'abandonar el camp de batalla. Aquesta malaltia li va causar la mort al cap de poc.
El seu fill, Gotō Harumasa va prendre el lideratge del clan a la seva mort.